# Hildesheim-Peiner Kreis-Eisenbahn-Gesellschaft
| Kursbuchstrecke (DB): | ex 204f                                                                           |                                                   |                                                   |
| Kursbuchstrecke: | 186d (Hildesheim – Hämelerwald Ost 1934) 204a (Hildesheim – Hämelerwald Ost 1946) |                                                   |                                                   |
| Streckenlänge: | 31,4 km                                                                           |                                                   |                                                   |
| Spurweite: | 1435 mm (Normalspur)                                                              |                                                   |                                                   |
| |                                                                                   |                                                   |                                                   |
| \| \| \| aus Hannover und Hameln und aus Göttingen \| \| \| \| 0,0 \| Hildesheim \| Hildesheim \| \| \| \| Bahnstrecke Hildesheim–Goslar und HI–Braunschweig \| \| \| \| \| Bahnstrecke Lehrte–Hildesheim \| \| \| \| 0,4 \| Hildesheim Nord \| Hildesheim Nord \| \| \| 3,0 \| Bavenstedt \| Bavenstedt \| \| \| 5,6 \| Hönnersum \| Hönnersum \| \| \| 7,3 \| Machtsum \| Machtsum \| \| \| 9,0 \| Hüddessum \| Hüddessum \| \| \| 10,5 \| Rautenberg (Han) \| Rautenberg (Han) \| \| \| 12,3 \| Clauen Zuckerfabrik \| Clauen Zuckerfabrik \| \| \| 14,1 \| Clauen Dorf \| Clauen Dorf \| \| \| 16,2 \| Harber \| Harber \| \| \| 17,1 \| Hohenhameln \| Hohenhameln \| \| \| 20,1 \| Bekum-Stedum \| Bekum-Stedum \| \| \| 22,7 \| Equord \| Equord \| \| \| 25,4 \| Schwicheldt \| Schwicheldt \| \| \| 29,0 \| Adolphshof \| Adolphshof \| \| \| 31,5 \| Hämelerwald Ost \| Hämelerwald Ost \| \| \| \| von Braunschweig \| \| \| \| \| Hämelerwald \| \| \| \| \| nach Hannover \| \| |                                                                                   |                                                   |                                                   |
| Strecke |                                                                                   | aus Hannover und Hameln und aus Göttingen         | aus Hannover und Hameln und aus Göttingen         |
| Bahnhof | 0,0                                                                               | Hildesheim                                        | Hildesheim                                        |
| Abzweig geradeaus und nach rechts |                                                                                   | Bahnstrecke Hildesheim–Goslar und HI–Braunschweig | Bahnstrecke Hildesheim–Goslar und HI–Braunschweig |
| Abzweig ehemals geradeaus und nach links |                                                                                   | Bahnstrecke Lehrte–Hildesheim                     | Bahnstrecke Lehrte–Hildesheim                     |
| Bahnhof (Strecke außer Betrieb) | 0,4                                                                               | Hildesheim Nord                                   | Hildesheim Nord                                   |
| Bahnhof (Strecke außer Betrieb) | 3,0                                                                               | Bavenstedt                                        | Bavenstedt                                        |
| Bahnhof (Strecke außer Betrieb) | 5,6                                                                               | Hönnersum                                         | Hönnersum                                         |
| Haltepunkt / Haltestelle (Strecke außer Betrieb) | 7,3                                                                               | Machtsum                                          | Machtsum                                          |
| Bahnhof (Strecke außer Betrieb) | 9,0                                                                               | Hüddessum                                         | Hüddessum                                         |
| Bahnhof (Strecke außer Betrieb) | 10,5                                                                              | Rautenberg (Han)                                  | Rautenberg (Han)                                  |
| Bahnhof (Strecke außer Betrieb) | 12,3                                                                              | Clauen Zuckerfabrik                               | Clauen Zuckerfabrik                               |
| Bahnhof (Strecke außer Betrieb) | 14,1                                                                              | Clauen Dorf                                       | Clauen Dorf                                       |
| Haltepunkt / Haltestelle (Strecke außer Betrieb) | 16,2                                                                              | Harber                                            | Harber                                            |
| Bahnhof (Strecke außer Betrieb) | 17,1                                                                              | Hohenhameln                                       | Hohenhameln                                       |
| Bahnhof (Strecke außer Betrieb) | 20,1                                                                              | Bekum-Stedum                                      | Bekum-Stedum                                      |
| Bahnhof (Strecke außer Betrieb) | 22,7                                                                              | Equord                                            | Equord                                            |
| Bahnhof (Strecke außer Betrieb) | 25,4                                                                              | Schwicheldt                                       | Schwicheldt                                       |
| Bahnhof (Strecke außer Betrieb) | 29,0                                                                              | Adolphshof                                        | Adolphshof                                        |
| Bahnhof (Strecke außer Betrieb) | 31,5                                                                              | Hämelerwald Ost                                   | Hämelerwald Ost                                   |
| Abzweig ehemals geradeaus und von rechts |                                                                                   | von Braunschweig                                  | von Braunschweig                                  |
| Bahnhof |                                                                                   | Hämelerwald                                       | Hämelerwald                                       |
| Strecke |                                                                                   | nach Hannover                                     | nach Hannover                                     |

Die Hildesheim-Peiner Kreis-Eisenbahn-Gesellschaft (kurz HPKEÄ) wurde am 23. September 1895 gegründet. Sie erhielt am 31. Juli 1895 eine preußische Konzession für eine Eisenbahn des allgemeinen Verkehrs. Hauptaktionärin war stets die AG für Verkehrswesen.

## Geschichte

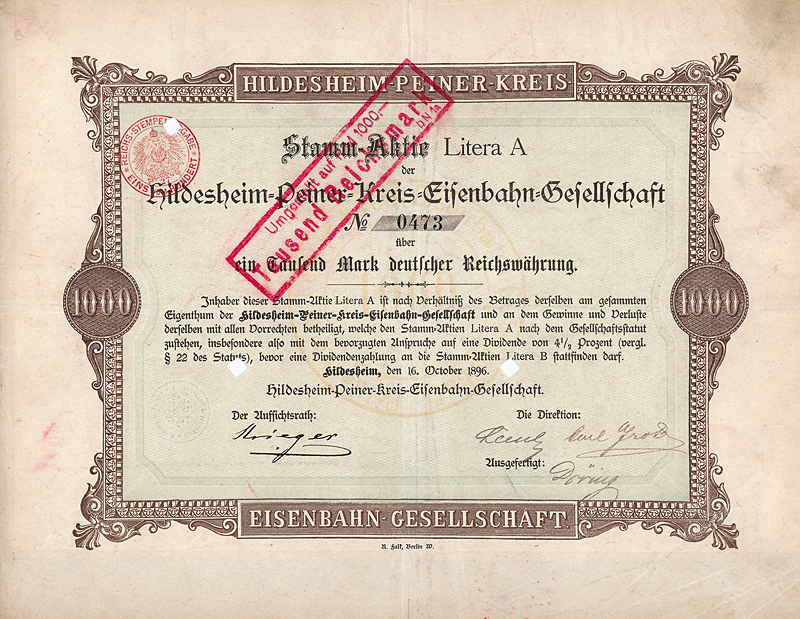
Aktie über 1000 Mark der Hildesheim-Peiner-Kreis-Eisenbahn-Gesellschaft vom 16. Oktober 1896

Am 30. November 1896 wurde die normalspurige Strecke von Hildesheim über Hohenhameln, wo die Betriebsleitung ihren Sitz hatte, nach Hämelerwald Ost mit einer Länge von 31 Kilometern für den Güterverkehr eröffnet. Der Personenverkehr wurde am 21. Dezember 1896 zunächst bis Clauen, am 1. Oktober 1897 auf der gesamten Strecke aufgenommen. Die 1935 herausgegebene Aufstellung der deutschen Eisenbahnstrecken nennt allerdings den 14. November 1896 für den Beginn des Güterverkehrs nach Clauen; erst am 18. April 1897 sei der Gesamtverkehr bis Hohenhameln, am 29. Juni bis Equord und am 1. Oktober bis Hämelerwald hinzugekommen.
Den Betrieb führte bis zum 31. März 1902 die Vereinigte Eisenbahnbau- und Betriebs-Gesellschaft, dann die HPKE selbst. Am 1. April 1906 übernahm diese Aufgabe die Allgemeine Deutsche Kleinbahn-Gesellschaft AG und deren Rechtsnachfolger, zuletzt die Deutsche Eisenbahn-Gesellschaft.
Die Bahn sollte die Hildesheimer Börde erschließen, die überwiegend landwirtschaftlich geprägt ist. Besonders die Zuckerrübentransporte – u. a. zur (heute noch betriebenen) Zuckerfabrik in Clauen – beanspruchten die volle Kapazität der Bahn. Bis 1961 benutzten jahrelang auch schwere Kalkzüge von Banteln zur Ilseder Hütte die Strecke. Mit ihrem Wegfall nach Stilllegung des Kalkwerkes in Marienhagen begann der stetige Rückgang der Einnahmen. Dieser führte schließlich zur Liquidation der Gesellschaft am 31. Dezember 1964.
Der Personenverkehr war vor allem auf dem südlichen Abschnitt nennenswert, also im Einzugsbereich der Stadt Hildesheim. Im Norden war die Anbindung der Kreisstadt Peine unterblieben, weil man die notwendigen Grundstücke nicht beschaffen konnte, so dass man auf dem unbedeutenden Bahnhof Hämelerwald der Strecke Hannover–Braunschweig umsteigen musste. In den Jahren nach dem Zweiten Weltkrieg gab es einige Züge, die bis Peine oder Lehrte durchfuhren. Schließlich endete am 30. September 1956 der Personenverkehr zwischen Hohenhameln und Hämelerwald und am 31. Mai 1964 auch zwischen Hildesheim und Hohenhameln. Er ging nach und nach auf den am 21. September 1963 gegründeten Omnibusbetrieb über, der als Kraftverkehr Hohenhameln firmierte.
Der Güterverkehr wurde ab Bavenstedt offiziell am 28. Februar 1965 eingestellt. Die verbliebene Strecke von drei Kilometern Länge erwarb die Stadt Hildesheim als Industriegleis. Auf der restlichen Strecke fuhren noch vereinzelt Güterzüge. Anfang des Jahres 1966 waren dort jedoch alle Gleise abgebaut.
Inzwischen hat auch die Stadt Hildesheim das ihr gehörende Reststück durch Entfernung der Gleisanlagen weitestgehend zurückgebaut, so dass sich zwischen Hildesheim und Bavenstedt nur noch wenige Gleise finden.